# 清水河大桥 (青藏铁路)
清水河大桥位于青海省曲麻莱县，是青藏铁路线上最长的桥梁，全长11.4公里，是世界上最长的高原冻土铁路桥。清水河大桥位平均海拔4600米以上的可可西里自然保护区，是青藏线上最长的以桥代路的特大桥，修筑此桥的一个主要目的是为野生动物穿越青藏铁路提供通道，被誉为是“环保桥”。春夏季，成群迁徙的藏羚羊便可以通过此桥。
2002年4月8日，清水河大桥开工建设，同年10月29日大桥主体工程完工，2003年5月6日，清水河大桥桥梁架设完成，最後於6月12日完成铺轨。

## 相关链接
- 青藏铁路通车视频集--人民网